# Kočka proměněná v ženu
Kočka proměněná v ženu (ve francouzském originále La Chatte métamorphosée en femme) je opereta o jednom dějství francouzského skladatele Jacquese Offenbacha na libreto, které podle svého staršího stejnojmenného vaudevillu napsali Eugène Scribe a Mélesville (vl. jm. Anne-Honoré-Joseph Duveyrier). Premiéra se konala 19. dubna 1858 v pařížském divadle Théâtre des Bouffes-Parisiens.

## Vznik a charakteristika
V roce 1878 citoval Prager Tagblatt historku slavného komediografa Eugèna Labiche, podle níž se musel Offenbach nechat zapírat před Eugènem Scribem, tehdy nejhranějším dramatickým autorem Francie, který u něj žadonil o zhudebnění svého vaudevillu Kočka proměněná v ženu.
Toto vyprávění je jistě přehnané. Jacques Offenbach, jako majitel, ředitel a hlavní autor divadla Bouffes-Parisiens v druhé polovině 50. let 19. století, usiloval o zvýšení prestiže svého divadla uváděním děl, která nesla jména respektovaných autorů. V květnu 1856 uvedl L'Impresario, adaptaci Mozartovy aktovky Der Schauspieldirektor, a v prosinci 1857 Bruschino, adaptaci Rossiniho krátké opery Il Signor Bruschino. Podařilo se mu pro divadlo získat dílka respektovaných soudobých skladatelů Adolpha Adama (Pierrot a Violetta, duben 1856) a Friedricha von Flotowa (Vdova Grapinova, září 1859). Eugène Scribe byl v té době nejen nejhranějším dramatikem – i když jeho sláva již byla na ústupu – ale také nejuznávanějším libretistou své doby, který spolupracoval mj. s Rossinim, Meyerbeerem, Donizettim, Verdim, Gounodem nebo Auberem. Offenbach tedy o spolupráci s ním stál, a stejně tak měl obchodně nadaný Scribe zájem spojit své jméno se skladatelem, jenž se stal v Paříži rychle fenoménem, zejména po premiéře Orfea v podsvětí. Neposkytl však Offenbachovi nové dílo, jen úpravu třicet let starého vaudevillu, jejž Scribe – který většinu svých dramatických děl psal ve spolupráci s jinými spisovateli – napsal na začátku své kariéry se svým nejvěrnějším spolupracovníkem Mélesvillem.
Námět Kočky proměněné v ženu má dlouhou historii: již starořecký Ezop zaznamenal bajku o kočce a Afroditě, kterou pak v roce 1668 zpracoval pod názvem Kočka proměněná v ženu a ponaučením opatřil Jean de La Fontaine. Scribe a Mélesville na jejím základě napsali stejnojmenné „folie-vaudeville“ (tj. groteskní hru s hudbou a zpěvem převzatých z jiných děl na upravené texty), které mělo premiéru 3. března 1827 v pařížském Théâtre du Gymnase. Pro účely Bouffes-Parisiens bylo třeba provést jen omezené úpravy; hlavní rozdíl spočíval v redukování zpěvních čísel na polovinu, zatímco děj zůstal prakticky nezměněn. Libretisté označovali výsledné dílo jako opéra comique, ale skladatel měl skromnější představu, a proto partitura nese žánrové označení „opereta“. Ve srovnání s novějšími operetami hranými v Offenbachově divadle, které měly vesměs rysy parodie a grotesky, se jednalo o posun k relativně ušlechtilé lyrické komedii. Podle kritika z Revue et Gazette musicale musel Offenbach uvažovat takto: „nelze se pokaždé smát z plna hrdla; přivykněme naše obecenstvo na nějakou zábavu, která by byla střízlivější a aristokratičtější“.

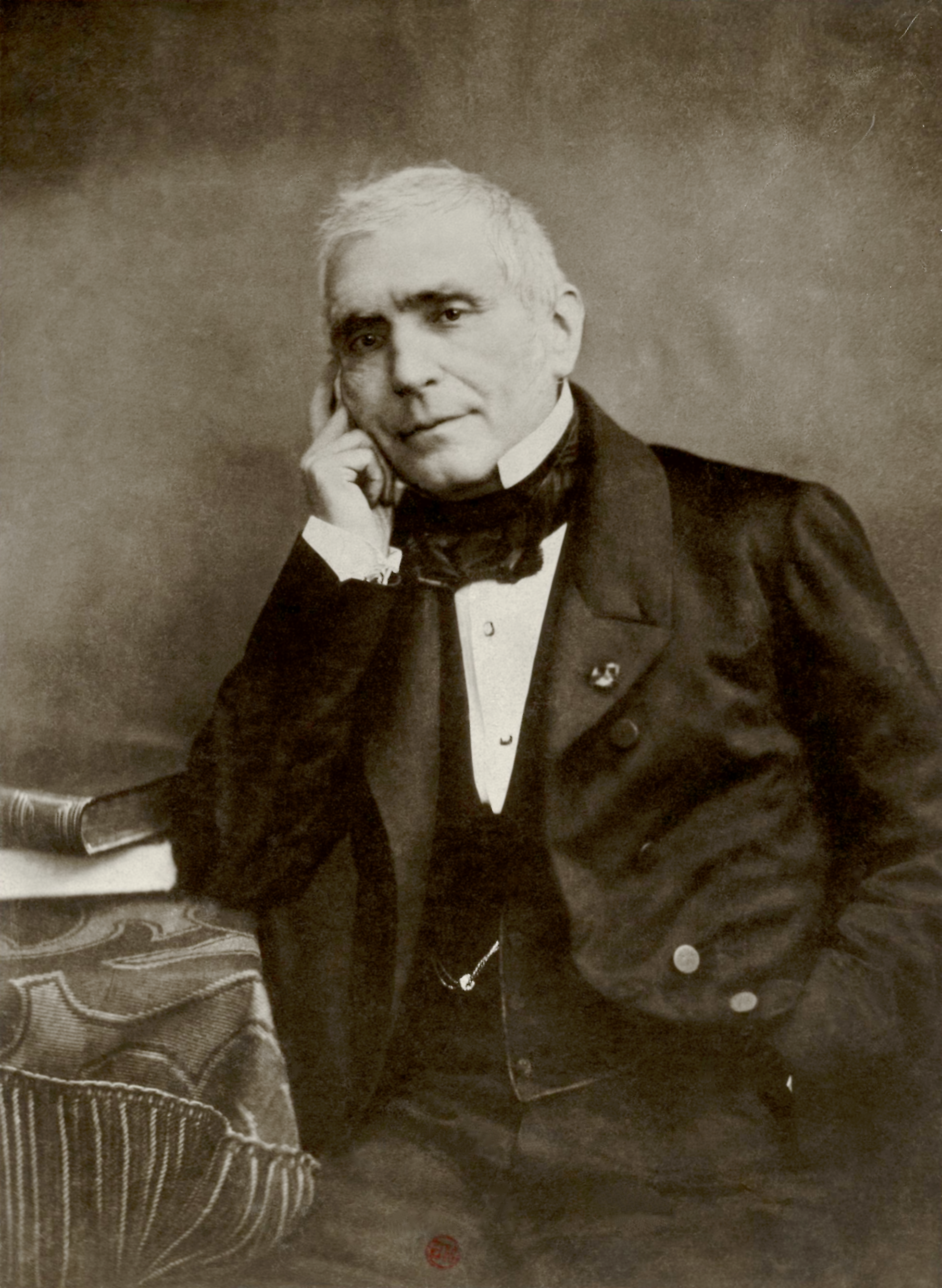
Libretista Eugène Scribe, fotografie z 50. let 19. století

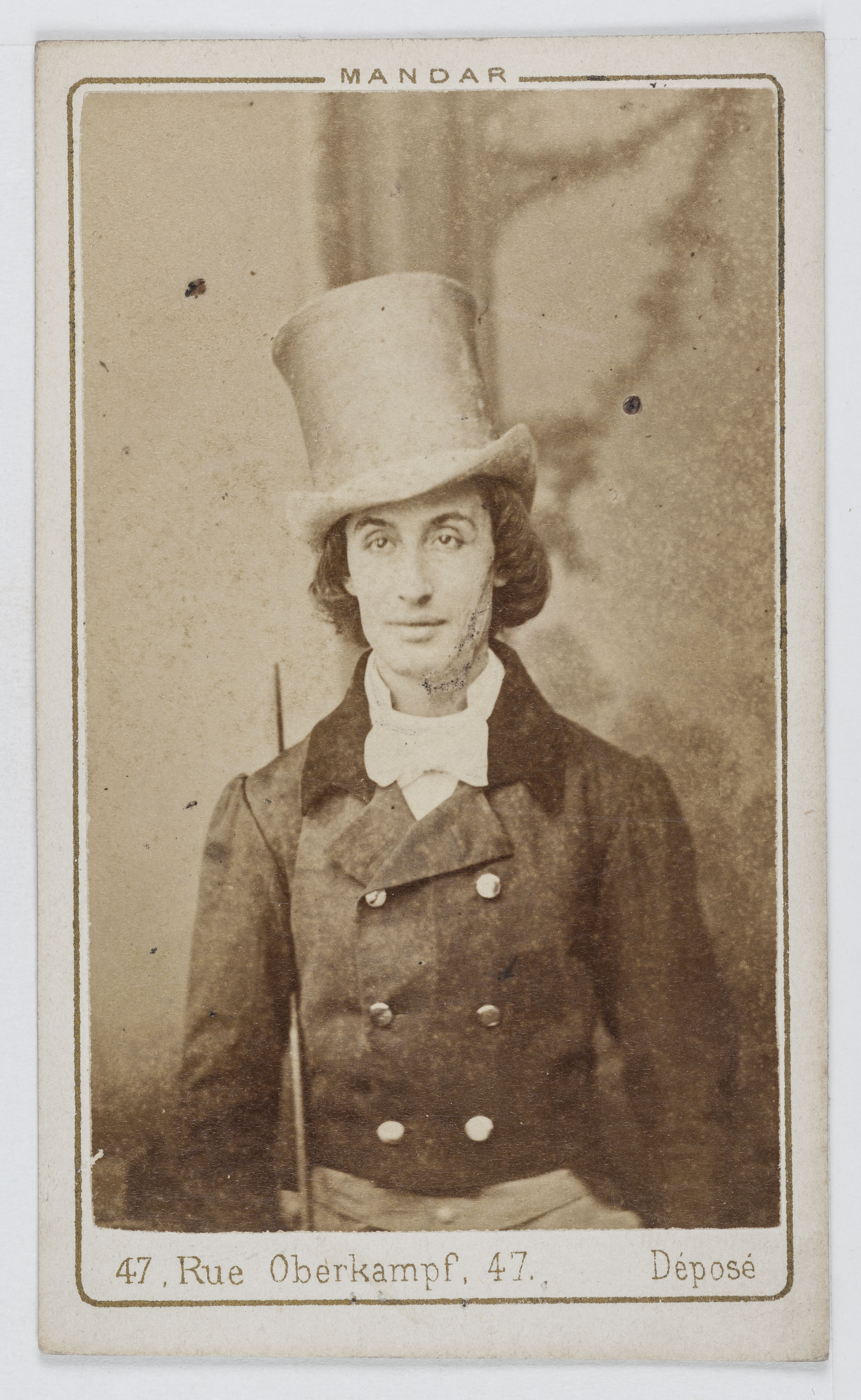
Houslista a zpěvák Henri Tayau, první Guido v Kočce proměněné v ženu

Premiéra se konala 19. dubna 1858 za přítomnosti obou ctihodných libretistů. Večerní program doplňovala repríza Dam z tržnice, což v rámci repertoáru divadla představovalo osvědčenou kombinaci nejprve intimnějšího a lyričtějšího kusu následovaného bláznivou komedií. Obecenstvo i kritika přijali Kočku proměněnou v ženu příznivě, a i když nebyla nejpopulárnější aktovkou v repertoáru, vydržela v něm po dlouhou dobu. Úspěch byl znatelnější mimo Paříž, kde divadelní hra z doby restaurace již neodpovídala novějšímu vkusu publika, a to například na zájezdech Bouffes-Parisiens do Marseilles (1858) a Bruselu (1860); Bouffes-Parisiens ji často předváděly též v intimnějším prostředí při letních zájezdech do mondénního letoviska Bad Ems v letech 1858, 1863, 1865 a 1866.
Již v původním vaudevillu byla celá komedie (a její divácký úspěch) založena na titulní postavě, jejíž představitelka měla přitahovat „kočičí“ elegancí a hravostí. V roce 1827 to byla slavná herečka Jenny Vertpréová, v Offenbachově zpracování to byla Lise Tautinová, již Aldino Aldini z revue La France musicale označil za „nejpřítulnější a půvabně nenucenou kočku, která kdy vrněla na klíně své paničky“. Kritik z Revue et Gazette musicale se o Tautinové domníval, že „je to nejmilejší dědička, jež mohla následovat Jenny Vertpréovou v jejím duchaplném a vzdorovitém půvabu, v její rozpustilé hře prodchnuté kočkovitostí.“ A Julius Lovy v týdeníku Le Ménéstrel psal: „To se musí vidět, s jakým šarmem si omáčí prsty ve smetaně, s jakou koketérií vám hrozí svými drápky, s jakou vědeckou mimikou naplňuje svou roli kočky – a ženy.“
Dobová kritika chválila „velmi jemnou a elegantní partituru, kterou [skladatel] vypracoval se zvláštní péčí“, hudbu „plnou svěžesti a originality“, zejména předehru a písně pro hlavní představitelku, které místy napodobovaly kočičí mňoukání, přitom však obsahovaly náročné a efektní koloraturní pasáže. Zvukomalbu obsahuje i závěrečný kvartet a, jak psal Julius Lovy, „…opona padá za mňoukavého tutti, které musí rozněžnit všechny koucoury ve čtvrti Choiseul“.
Spolupráce na Kočce proměněné v ženu přivedla Offenbacha a Scriba v následujícím roce k mnohem většímu projektu: tříaktová opéra comique Barkouf, k níž již napsal Scribe originální libreto a kterou se Offenbach pokusil uvést na oficiální scénu Théâtre de l'Opéra-Comique. Ten však skončil neúspěchem, který měl významný dopad na další Offenbachovu tvorbu. Scribe zemřel již v únoru 1861 a v den jeho pohřbu hrálo Théâtre des Bouffes-Parisiens na jeho poctu právě Kočku proměněnou v ženu.
Opereta má předehru a osm zpěvních čísel.

## Inscenační historie
Raná inscenační historie Kočky proměněné v ženu ve střední Evropě je komplikovaná. Théâtre des Bouffes-Parisiens ji představil, spolu s dalšími kusy ze svého repertoáru, na svém turné koncem června a začátkem července 1858 v Berlíně v Krollově opeře. Obecenstvo znalo tuto látku z předchozího von Holtaiova zpracování Scribeova vaudevillu a přijalo tuto operetu zvláště příznivě. Toto turné začalo úspěšně v Marseille a mělo skončit ve Vídni; z vídeňských představení však tehdy sešlo pro úřední zásah, který postihl činnost francouzských umělců v Rakousku z důvodu zhoršujících se francouzsko-rakouských vztahů, které vyústily ve druhou italskou válku za nezávislost, a Bouffes-Parisiens ukončily turné několika představeními – včetně Kočky proměněné v ženu – v Bad Ems.

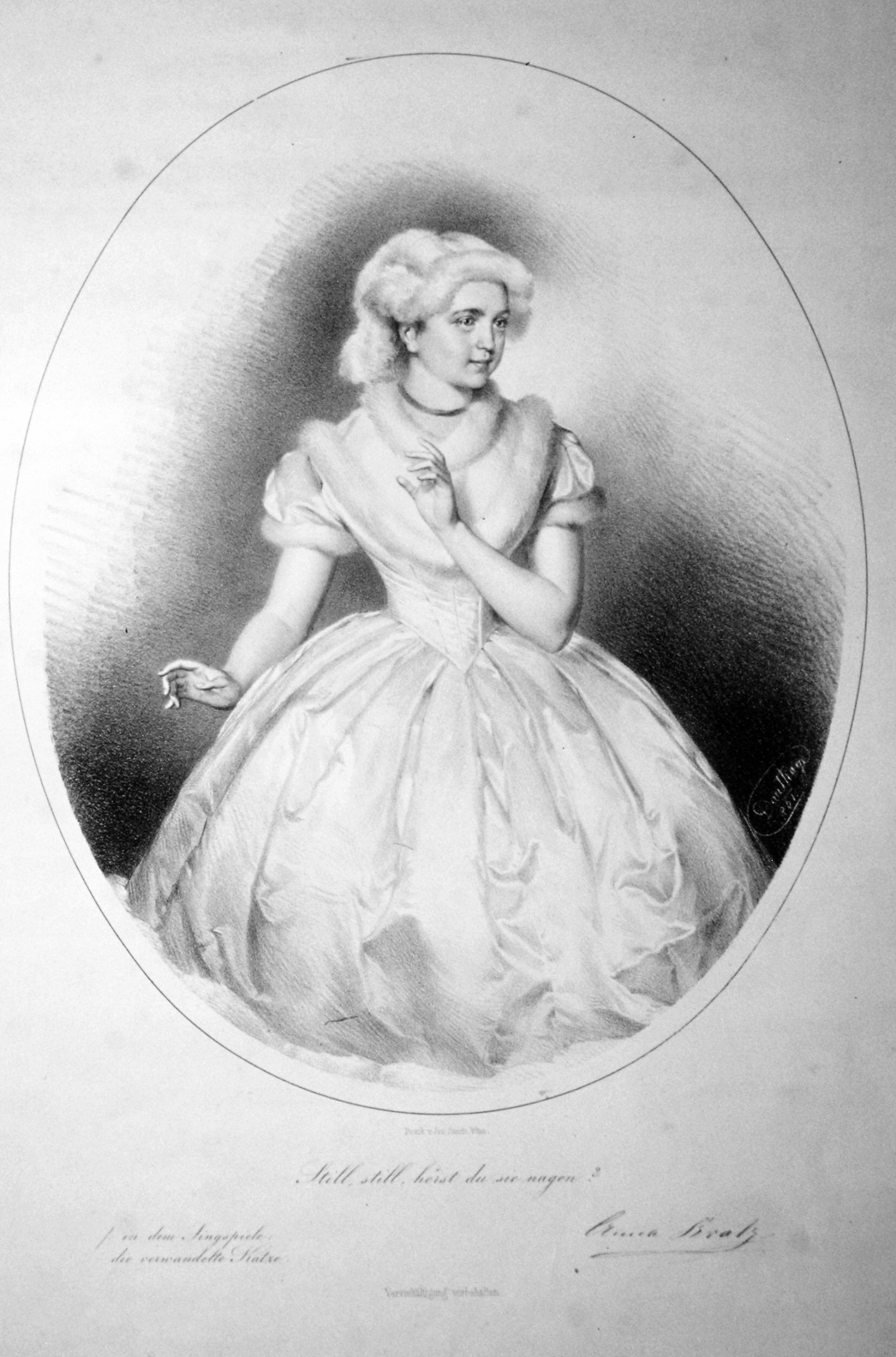
Anna Kratzová jako Minette v Kočce proměněné v ženu

Berlínský kapelník Thuiskon Hauptner (1822–1889) využil úspěchu Offenbachovy operety a 15. prosince 1859 představil své zpracování Kočky pod názvem Die verwandelte Katze v divadle Friedrich-Wilhelmstädtisches Theater a Auguste Holtzstammovou v titulní roli. Následujícího roku vyšlo toto dílo tiskem pod názvem Die entzauberte Katze a 27. listopadu 1860 se hrálo poprvé ve Vídni v divadle Carltheater, opět s názvem Die verwandelte Katze. V titulní roli triumfovala Anna Kratzová (1837–1918), jež svým ztvárněním kočky-ženy dopomohla dílu ihned k 33 reprízám, zdaleka největšímu úspěchu sezóny. Zaujala v ní natolik, že jí bylo vzápětí nabídnuto angažmá ve vídeňském Dvorním divadle, a její výkon v této roli vyzdvihuje Prager Tagblatt ještě o půl století později v jejím nekrologu. (I když deník Ost-Deutsche Post chválí hlavní představitelku trochu dvousečně: „Slečna Kratzová vesměs šťastně vystihla kočičí povahu: ta je falešná ve všem, takže musí být falešná i ve zpěvu.“) Deník Die Presse však komentuje: „Tato malá opereta, vtipně vymyšlená a ilustrovaná charakteristickou kočičí muzikou, se bude jistě dávat ještě mnohokrát, zejména když se dozvídáme, že skladatelem není pan Hauptner, nýbrž – Offenbach. Jak k tomu došlo, že je za autora označován pan Hauptner, je nám záhadou.“
V červnu 1861 pak došlo konečně k opožděnému vídeňskému hostování Bouffes-Parisiens, a to v divadle Theater am Franz-Josefs-Kai vedeném Carlem Treumannem. Jedním z důvodů této návštěvy bylo napravit stav, kdy se většina Offenbachových děl ve Vídni a potažmo v Rakousku hrála v pirátských verzích. Vídeňští diváci tak dostali možnost poznat originální verze některých děl, které již ve Vídni zazněly, a i když dávali zřejmě přednost domácím zněním, Lise Tautinová v titulní roli Kočky proměněné v ženu prokázala své herecké přednosti (kritika ji označila jako „ztělesnění francouzské grácie“) i proti oslavované Anně Kratzové. Totéž divadlo následně již 25. září uvedlo původní Offenbachovu verzi, pod stejným názvem "Die verwandelte Katze" jako Carltheater, v podání vlastního souboru. Zpěvačka Luise Limbachová (1834–1909) však v roli Minette nemohla Kratzové a Tautinové konkurovat a dílo se na repertoáru dlouho neudrželo. Autorizovaná Offenbachova verze nicméně od to doby na středoevropských jevištích převládla.
Po vídeňské premiéře se hrála i na jiných místech rakouské monarchie, například ještě téhož roku v Lublani, roku 1862 v Mariboru, roku 1863 v Innsbrucku, roku 1864 ve Štýrském Hradci a Linci, roku 1865 v Černovicích, atd.
Pokud jde o Uhersko, 12. července 1861 uvedlo divadlo Bouffes-Parisiens Kočku na zájezdu v Národním divadle (Nemzeti Színház) v Pešti. V maďarském jazyce měla tato opereta premiéru v Národním divadle (Nemzeti Színház) v Košicích 2. listopadu 1862, a to v překladu Endreho Latabára (A nővé változott macska). Následovaly premiéry v Kluži (1863), Pešti (1863) a Debrecínu (1877). Polskou premiéru uvedl až 27. října 1987 Teatr Muzyczny Lublin v překladu Antoniho Wicherka a Lecha Emfazyho Stefańského jako Kotka przemieniona w kobietę.

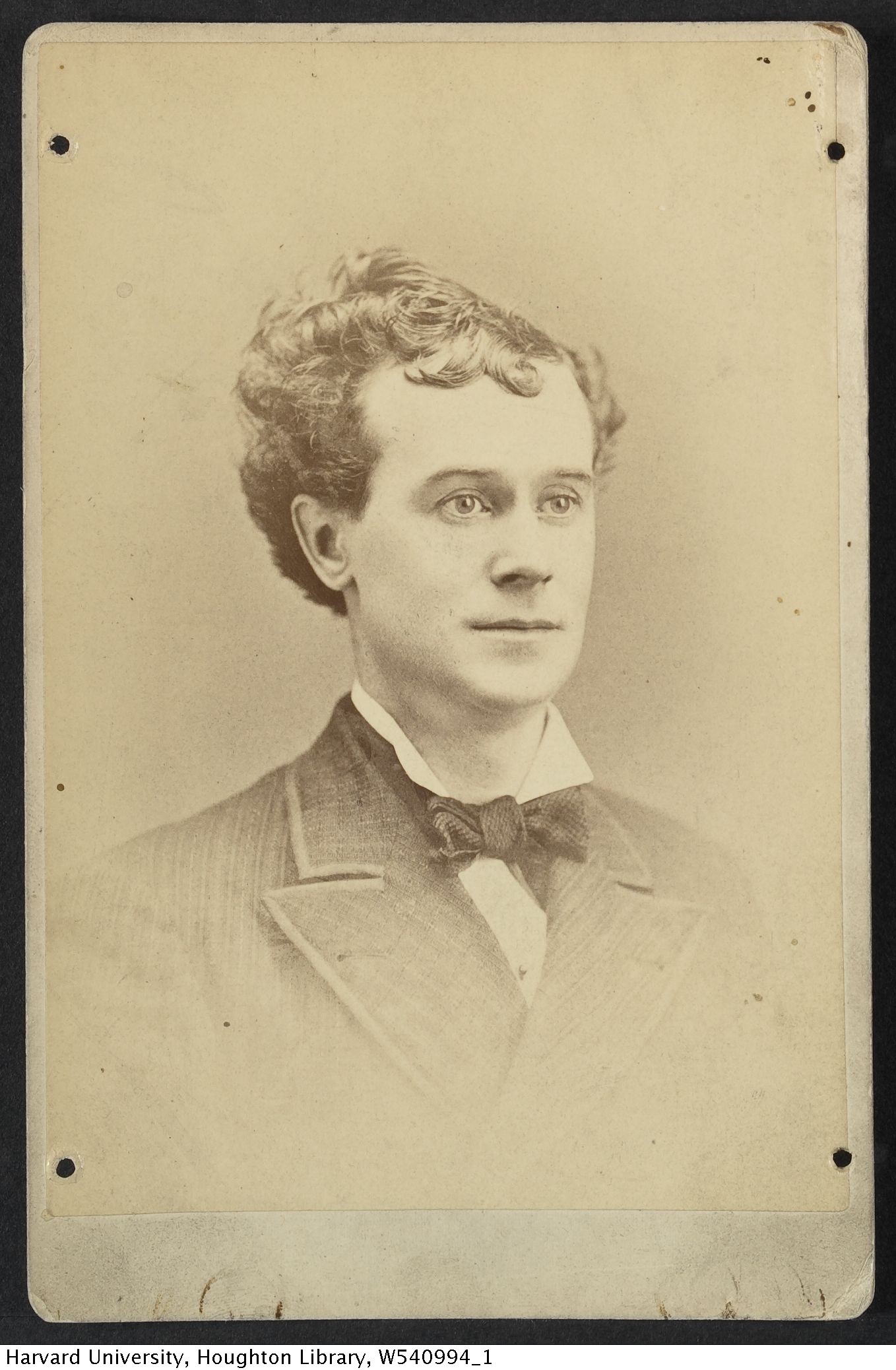
Americký herec Francis Leon hrál titulní roli Kočky proměněné v ženu v úpravě pro minstrel show.

Ve Španělsku – v Madridu – hrála Kočku proměněnou v ženu poprvé francouzská kočovná společnost 8. března 1859. Vlastní španělskou premiéru měla tato opereta 14. září 1871 pod názvem La gata mujer v madridském divadle (café-concert) Teatro del Recreo (El Recreo) v překladu a úpravě Isidora Hernándeze. Rovněž do Portugalska přinesla Kočku v březnu 1873 francouzská divadelní společnost. Pro Itálii zakoupilo autorská práva roku 1874 nakladatelství Sonzogno, ale o skutečném provedení nejsou zprávy. V Dánsku ji uvedlo 14. září 1873 kodaňské divadlo Casino, ale dosáhla jen deseti repríz. Dánské znění překladatele Paula Marcussena neslo název Den forvandlede Kat. Později se Kočka hrála v překladu Holgera Bolanda jako Kat og Kvinde; v roce 1946 ji hrála divadelní společnost Arte a v roce 1966 ji vysílal dánský rozhlas a televize.
Do Velké Británie přivedlo Kočku proměněnou v ženu 18. prosince 1867 londýnské divadlo St. George's Opera House. Přes honosný název se jednalo o malé divadlo věnující se lehkým žánrům, mohlo se však chlubit spoluprací autorů jako Arthur Sullivan a W. S. Gilbert (ještě před začátkem jejich spolupráce). Uvádělo ji pod názvem Puss in Petticoats – bez většího úspěchu u obecenstva či kritiky. V New Yorku se tato opereta hrála poprvé 21. listopadu 1859 (jako druhé Offenbachovo dílo po Dvou slepcích), a to ve francouzštině v Théâtre Français. V angličtině ji pod názvem The Enchanted Cat zpopularizovala Kelly and Leon's Opera, což byla společnost věnující se minstrel show; roli Minette hrál Francis Leon, jenž se specializoval na blackface v kombinaci se ženským převlekem. Do Austrálie ji přivezla v anglickém překladu roku 1877 English Opera Company podnikatele Williama Saurina Lystera; teatrolog Kurt Gänzl uvádí jako datum australské premiéry 6. září 1879 (Australia Opera House).
V současnosti se Offenbachova Kočka proměněná v ženu uvádí relativně zřídka, i když zcela zapomenuta není. Významné bylo roku 1984 scénické uvedení na Festivalu Jacquese Offenbacha v Bad Ems. Následovalo v roce 1986 uvedení na Offenbachově festivalu v Carpentrasu, inscenace z roku 1999 v pařížském Théâtre du Tourtour v podání souboru Les Délassements Lyriques aj.
Hrála se i v Německu: v roce 1980 ji například uvedl Metropol-Theater v Berlíně, roku 1987 se hrála v Halle, roku 1995 operetu uvedla Neuköllner Oper Berlin, roku 2003 se hrála v Sinsheimu aj. Ve švýcarském městě Büren an der Aare byla Kočka proměněná v ženu roku 2018 uvedena v přepracování na rockovou operu.
V roce 2009 nastudovala Kočku Opéra de Rennes, která ji hrála na řadě míst v Bretani, včetně v Théâtre de Cornouaille v Quimperu. Roku 2011 ji nastudovalo malé pařížské divadlo Le Théâtre des Rendez-Vous d'Ailleurs a roku 2014 uvedlo tuto operetu dokonce Muzeum Orsay (poukázalo tak na Offenbachovu spolupráci s malíře Gustavem Doré).
Mezi poslední inscenace patří uvedení sanfranciským souborem Pocket Opera pod názvem The Cat Became a Woman (2020).

### České země
V českých zemích se Offenbachova Kočka proměněná v ženu v původní verzi nehrála. Zato verzi Thuiskona Hauptnera měli možnost poznat diváci v Olomouci (premiéra 2. dubna 1861) a v Brně (premiéra 10. ledna 1862, tedy jen o několik měsíců před vídeňskou premiérou Offenbachovy verze); přivezla ji hostující hlavní představitelka z Carltheatru, Anna Kratzová, již místní diváci přivítali s nadšením. Hauptnerova úprava se hrála v českých zemích i později pod původním názvem Die entzauberte Katze. V Praze místní operetní hvězda Sarolta von Rettich-Pirk uvedla 15. června 1897 v Německém lidovém divadle pásmo nazvané Bilder aus dem Leben einer Soubrette, jehož vrcholem byl druhý obraz Kočky proměněné v ženu; jednalo se tak o výjimečnou možnost pražského obecenstva seznámit se alespoň tímto způsobem s touto operetou.
Český znalec operety a Ofenbachův životopisec Miroslav Šulc neměl o Kočce proměněné v ženu valné mínění: obsahuje prý jen kuplety a zvukomalbu.

## Osoby a první obsazení
| osoba                          | hlasový obor | světová premiéra (19.4.1858)                              | vídeňská premiéra (27.11.1860 / 25.9.1862) | česká premiéra (2.4.1861) |
| ------------------------------ | ------------ | --------------------------------------------------------- | ------------------------------------------ | ------------------------- |
| Guido, syn obchodníka z Terstu | tenor        | Henri Tayau                                               | Kreutzer / Carl Treumann                   | Baumann                   |
| Marianne, jeho chůva           | mezzosoprán  | Marguerite Macé(-Montrouge) (vl. jm. Victoire-Élisa Macé) | Voll / Therese Braunecker-Schäfer          | von Boy                   |
| Minette, Guidova kočka         | soprán       | Lise Tautin (vl. jm. Louise Vaissière)                    | Anna Kratz / Luise Limbach                 | Anna Kratz                |
| Dig-Dig, indický žonglér       | baryton      | Désiré (vl. jm. Amable Courtecuisse)                      | Theodor Saalbach / Alois Grois             | Folnes                    |
| Dirigent:                      | Dirigent:    | Jacques Offenbach                                         | ... / Carl Franz Stenzel                   | ...                       |

## Děj operety

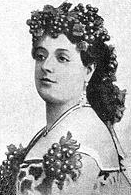
Lise Tautinová, první Minette

(Interiér Guidova pokoje v Biberachu ve Švábsku) Guida, pohledného mládence, opustili všichni přátelé poté, co přišel o všechny své peníze, a jeho bílá kočka Minette je vším, co z Guidovy domácnosti zůstalo. Jeho věrná hospodyně Marianne sedí u stolu a plete. Má kočku ráda – kočka je pro staré osamělé ženy vzpomínkou na jejich milence (č. 1 kuplety Marianne Le ciel voulut, dans sa sagesse). Ale ona a Guido už pomalu nemají peníze na jídlo pro sebe, natož pro kočku, a kuchařka pana domácího za ni nabízí tři zlaté! Marianne odnáší spící kočku ze svého klína na divan, který stojí v přístěnku za závěsem.
Guido se vrací a Marianne se ptá, proč nepožádal o peněžitou pomoc svého bohatého strýce, dokud byl živ. Guido jí zakazuje zmiňovat strýcovo jméno: byl to on, kdo přivedl Guidova otce na mizinu, a teď by navíc musel o peníze žádat strýcova intendanta Schlagga, na kterého má z dětství špatné vzpomínky. Marianne navrhuje, aby Guido požádal o pomoc svou okouzlující mladou sestřenici, strýcovu dědičku. Ta ostatně již dříve nabízela, že napraví křivdu způsobenou otcem tím, že se za Guida provdá. Ale misantrop Guido má jedinou lásku – svou Minette.
V tom okamžiku vstoupí do dveří cizinec v oděvu Inda; představuje se jako Dig-Dig. Vysvětluje, že Guidův otec kdysi uzavíral obchody s indickými kupci, a předává mladíkovi váček se 100 zlatými jako splátku údajného dluhu (č. 2 kuplety Dig-Diga Tin, tin, tin, tin, joyeux tocsin!). Když si takto získal Guidovu důvěru, vypráví mu Dig-Dig, že pochází z Kandaháru v Kašmíru. Odtud přišel do Francie, kde se živí žonglováním a jako učitel tance, astronomie a eskamotérství, ale původně je učenec a znalec Brahmova učení, zejména v oblasti metempsychózy. Dig-Dig prozrazuje Guidovi, že tělo jeho kočky obsahuje překrásnou a nezbednou mladou dívku, a ochotně Guidovi prozradí, jak tohoto tvora přeměnit: stačí třikrát pronést Brahmovo jméno – avšak s pomocí amuletu, který stojí 200 zlatých...

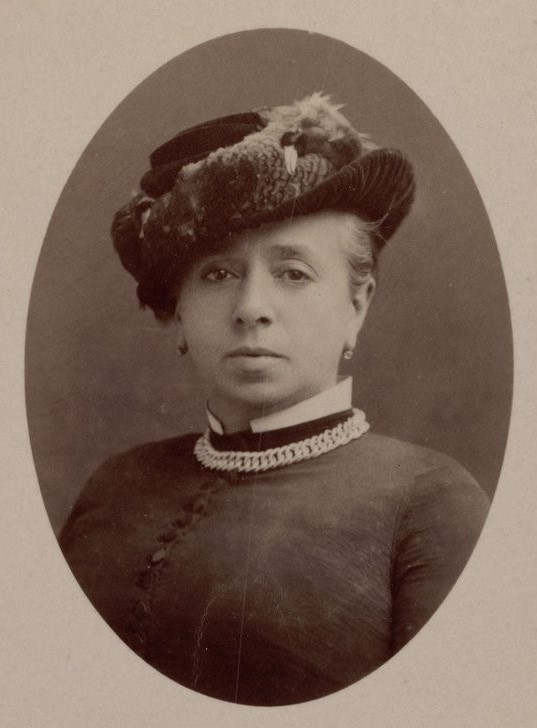
Marguerite Macé-Montrouge, první představitelka Marianne v Kočce proměněné v ženu

Guido na obchod přistoupí (ač zatím může Dig-Digovi splatit jen těch 100 zlatých, které právě dostal). Po hostově odchodu pronáší zaklínadlo (č. 3 Dig-Digův recitativ a Guidova invokace Avant ta voix anime… Ô dieu puissant du Gange!). Závěs před divanem se rozhrne a na pohovce leží Minette v podobě krásné bíle oděné dívky. Guido je ohromen. Minette se probouzí a diví se, že má místo tlapek ruce a nohy. Prohlíží se zálibně v zrcadle a je se svou proměnou spokojena (č. 4 duet Ô la plus charmante des chattes! ... Est-ce bien moi que j'aperçois). Poté vypráví Guidovi, jak se postupně převtělovala ze sedmikrásky ve skřivánka, kočku a nyní ženu (č. 5 árie Brahma, Brahma, Brahma, change-moi, Brahma!).
Marianne se vrací a oznamuje, že slíbila prodat kočku guvernérovu synovi, aby koupila jídlo na večeři. Je ohromena, že nachází v Guidově pokoji ženu. Mladík spěšně tvrdí, že dívka je dcerou starého přítele jeho otce, která právě přijela z Anglie. Marianne na ni hledí s podezřením, zvláště když k jejímu překvapení Guido bere prodej kočky příliš klidně a prohlašuje, že guvernérův syn si pro ni může přijít, jestliže ji pozná… U jídla Minette projeví nedostatek způsobů a zvláštní zálibu v mléce. Guido ji v rozpacích vyzve, aby něco zazpívala, a Minette zapěje hinduistickou píseň. Ale když dívka začne vylizovat talíř a hrát si s Marianninými klubíčky, je trpělivost věrné hospodyně u konce (č. 6 tercet a píseň Minette Repas charmant, plaisir extrême… Dans une pagode indienne… C'est épouvantable).
Marianne se uchýlí do vedlejší místnosti a Minette Guida žádá, aby hospodyni propustil. Guido začíná mít obavy, a i když ho její kočičí vyznání lásky dojme, chce ji trochu ukáznit a polidštit. Jenže Minette nehodlá mít jako žena méně svobody, než měla jako kočka, z čehož vznikne hádka, při níž Minette uteče oknem na střechu. Guido běží na ulici ji hledat (č. 7 duet Je sortirai. – Non, non, non, non). Minette se vrací oknem a setkává se s Mariannou, která chce Guida opustit – rozzlobil ji zmatek v domě, a zejména to, že našla skutečnou Minette zavřenou ve skříni. Dívka Minette jí zasvěcuje do své léčky – bylo třeba vyléčit Guida z germánské trudnomyslnosti a nezdravého vztahu k čtyřnožci.
Marianne schová skutečnou kočku v koši. Guido se vrací a hádka s Minette pokračuje. Minette mu připomíná, že ji přece koupil guvernérův syn a ona půjde za ním, třeba znovu oknem. Guido nařizuje Marianne, aby Minette zastavila, ale ta jako by oněměla. Vstoupí Dig-Dig, ale protože i on ztuhne a oněmí, běží Guido ke koši, aby našel svůj talisman a vrátil celé zaklínadlo zpět. Jenže z koše vyskočí bílá kočka a uteče oknem. Guido je ohromen a Minette a Dig-Dig všechno vysvětlí: Dig-Dig je správce jmění po Guidově strýci a Minette je ona sestřenice, kterou si Guido odmítal vzít. Guido si uvědomí své pravé city a všichni věří v budoucí štěstí nového páru – s převtělováním už je konec (č. 8 finále Ô ciel! Elle reste en chemin! … Oui, Guido, nous serons heureux).

## Instrumentace
Dvě flétny (2. též pikola), hoboj, dva klarinety, fagot, dva lesní rohy, dvě trubky, pozoun, bicí souprava, smyčcové nástroje (housle, violy, violoncella, kontrabasy).

## Diskografie
- 1975 (rozhlasová nahrávka, oficiálně dosud nevydaná) Zpívají: (Minette) Mady Mesplé, (Marianne) Sonia Nigoghossian, (Guido) Albert Voli, (Dig-Dig) Yves Bisson. Orchestre Lyrique de l'ORTF řídí Catherine Comet.[65]

## Příbuzná díla

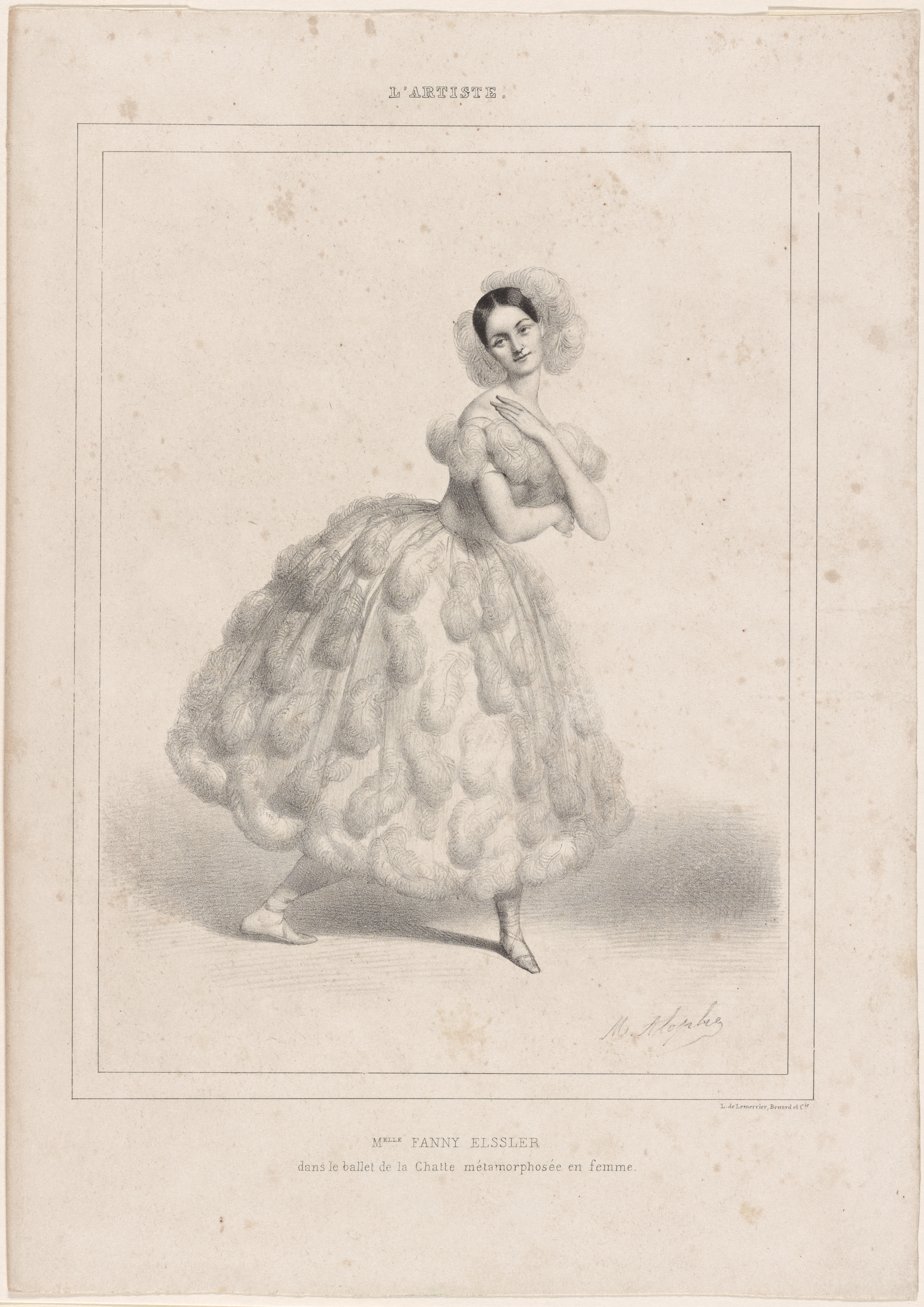
Tanečnice Fanny Elslerová v titulní roli Coralliho baletu La Chatte métamorphosée en femme z roku 1837

Název Kočka proměněná v ženu nebo podobný nese řada tematicky spřízněných děl, ale většina z nich není s Offenbachovou operetou přímo spřízněna.
Pro některá z nich byla podkladem původní La Fontainova bajka. Mezi ně patří balet La Chatte metamorphosée en femme, k němuž napsal libreto Charles Duveyrier a hudbu Alexandre Montfort a choreografii vypracoval Jean Coralli (Académie royale de musique v Paříži, 16. října 1837), a také jednoaktový balet Henriho Saugueta La Chatte napsaný pro Sergeje Ďagileva (premiéra 30. dubna 1927 v Monte Carlu).
Jiná vycházejí z původního Scribova a Mélesvillova vaudevillu, který byl pro Offenbachovu operetu podkladem a který se ve své době hrál po celé Evropě. Do němčiny tento kus adaptoval již roku 1827 Karl von Holtai (přestože deklaroval nezávislost na Scribově hře,, věrněji ho přeložil roku 1830 Ignaz Franz Castelli (Die in ein Weib verwandelte Katze). Poté se Kočka proměněná v ženu hrála na německy mluvících scénách v různých zpracováních, včetně výše zmíněného Hauptnerova z roku 1860. Roku 1887 napsal Josef Hellmesberger mladší stejnojmenný tříaktový komicko-fantastický balet na libreto Friedricha Zella (vl. jm. Camillo Walzel) a Carla Telleho, který měl premiéru ve vídeňské Dvorní opeře dne 14. března 1887.
S Offenbachovou operetou přímo souvisí krátké baletní sólo, které vytvořil choreograf Frederick Ashton pro primabalerínu Merle Park, v němž využil směs témat z operety. Tato scéna měla premiéru ve Vídni roku 1985. Později byla v orchestraci Philipa Gammona provedena v londýnském Covent Garden. Dílo později nastudovaly tokijský Asami Maki Ballet, Gruzínský státní balet, britský Ensemble Productions, floridský Sarasota Ballet a New York Theatre Ballet.